# 马涛 (1961年)
马涛（1961年6月—），男，中华人民共和国军事人物、政治人物，中国人民解放军少将，曾任中共湖北省委常委，中国人民解放军湖北省军区司令员、吉林省軍區副司令員。 